# نهاية (رياضيات)

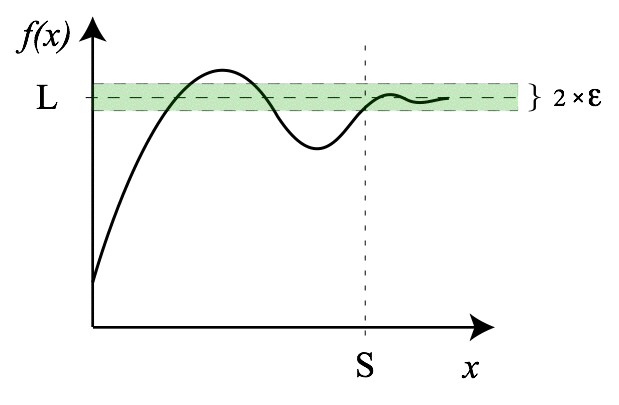
النهاية عند قيمة لا متناهية.

النهاية أو الغاية (بالإنجليزية: Limit)‏ أحد المفاهيم الأساسية في الرياضيات ، وبشكل خاص في التفاضل والتكامل والتحليل الرياضي،  ويقصد بها أن متغير ما تابع لمتغير آخر تقترب قيمته اعتباطيا من ثابت ما لأن المتغير الآخر يتغير بطريقة محددة.
تكمن أهمية النهاية في أنها تستعمل لتعريف مفاهيم أساسية أخرى في الرياضيات مثل: الاستمرارية والاشتقاقية والتكامل.

## التاريخ
نشأ مفهوم النهاية في إطار الحاجة لحساب الأطوال والمساحات والأحجام لأشكال مثل الدائرة والكرة، ويعد مفهوم النهاية تطويرا لطريقة الاستنفاذ التي عرفها اليونانيون القدماء والتي استخدمها أرخميدس لحساب مساحة الدائرة.

## نهاية دالة
تعريف: نقول ان لدالة {\displaystyle f(x)} نهاية تساوي {\displaystyle L} لما يؤول {\displaystyle x} إلى {\displaystyle a}، إذا استطعنا جعل قيم {\displaystyle f(x)} تقترب بشكل تعسفي من قيم{\displaystyle L} وذلك بأخذ قيم {\displaystyle x} لتكون قريبة من قيم{\displaystyle a} بشكل كافي دون أن يتساويا.
ونكتب هذا على الشكل: {\displaystyle \lim _{x\to a}f(x)=L}.
ويجدر الذكر هنا أن المساوة في الشكل اعلاه ليست حقيقة وتكتب اصطلاحا فقط لسهولتها والاًصل هو: {\displaystyle \lim _{x\to a}f(x)\rightarrow L}
في عام 1821م قدم العالم أوغستين لوي كوشي متبوعا كارل ويرستراس تعريفا رسميا وأكثر دقة لنهاية وهو ما يعرف الآن بتعريف {\displaystyle \epsilon -\sigma } لنهاية.

## نهاية متتالية
نقول أن المتتالية{\displaystyle u_{n}} العددية تقبل العدد الحقيقي {\displaystyle L}كنهاية إذا وفقط إذا كان كل مجال مفتوح يشمل {\displaystyle L} يشمل أيضا كل حدود المتتالية ابتداء من رتبة معينة ونكتب: {\displaystyle \lim _{n\to +\infty }u_{n}=L}أو نكتب: {\displaystyle \lim u_{n}=L}(حيث أن النهاية لا تحسب إلا عند {\displaystyle +\infty }).
ويتلخص مفهوم النهاية في أنه طريقة لإيجاد القيمة التي يجب أن يأخذها متغير تابع عندما يؤول المتغير المستقل إلى قيمة معينة، وذلك حتى عندما يتعذر حساب المتغير التابع مباشرة من قواعد الحساب والجبر.
كمثال: ما القيمة التي يصل إليها المقدار {\displaystyle \sin(x)/x} عندما تؤول {\displaystyle x} إلى الصفر؟
من الواضح أن التعويض المباشر في هذه الصيغة يعطي خارج قسمة صفر على صفر، وهي كمية غير معينة، لذلك نلاحظ أن المقدار {\displaystyle \sin(x)/x} أقل من الواحد الصحيح وأكبر من {\displaystyle \cos x} لأي قيمة للمتغير {\displaystyle x} قريبة من الصفر، وحيث أن {\displaystyle \cos(0)=1} فإننا نستنتج أن نهاية المقدار {\displaystyle \sin(x)/x} هي الواحد.
مثال آخر: فإذا افترضنا أن المتغير المستقل س معرف على المجال المفتوح ]+1,+2[ واقتربت س من منتصف المجال +1.5 دون أن تصل لها، ورافق ذلك أن الدالة تا (س)= س - 1.5 تقترب نتيجة ذلك من القيمة ولنقل (0) فهذا يعني أن نهاية التابع تا (س) هي 0 عندما تقترب س من القيمة +1.5.
إذا افترضنا أن الدالة {\displaystyle f} معرفة على المجال المفتوح الذي يحتوي العدد {\displaystyle c} وكان {\displaystyle L} من مجموعة الأعداد الحقيقية:
وكان من أجل أي عدد {\displaystyle \varepsilon >0} يوجد عدد
{\displaystyle \delta >0} بحيث يتحقق الشرط:
مهما كانت {\displaystyle x} ضمن المجال فإن:
{\displaystyle 0<|x-c|<\delta \ } فإن هذا يقتضي أن {\displaystyle |f(x)-L|<\varepsilon \ }.
لنفترض أن الدالة (f(x هي دالة حقيقية وأن c عدد حقيقي أيضا:
عندئذ نقول:
{\displaystyle \lim _{x\to c}f(x)=L}
مما يعني أن الدالة {\displaystyle f(x)} تكون قريبة جدا حسبما نريد من
{\displaystyle L} عندما تقترب {\displaystyle x} من العدد {\displaystyle c} ونعبر عن ذلك لغة (أن نهاية {\displaystyle f(x)}، عندما تقترب
{\displaystyle x} من {\displaystyle c}، هي {\displaystyle L}).